# Buurgplaatz

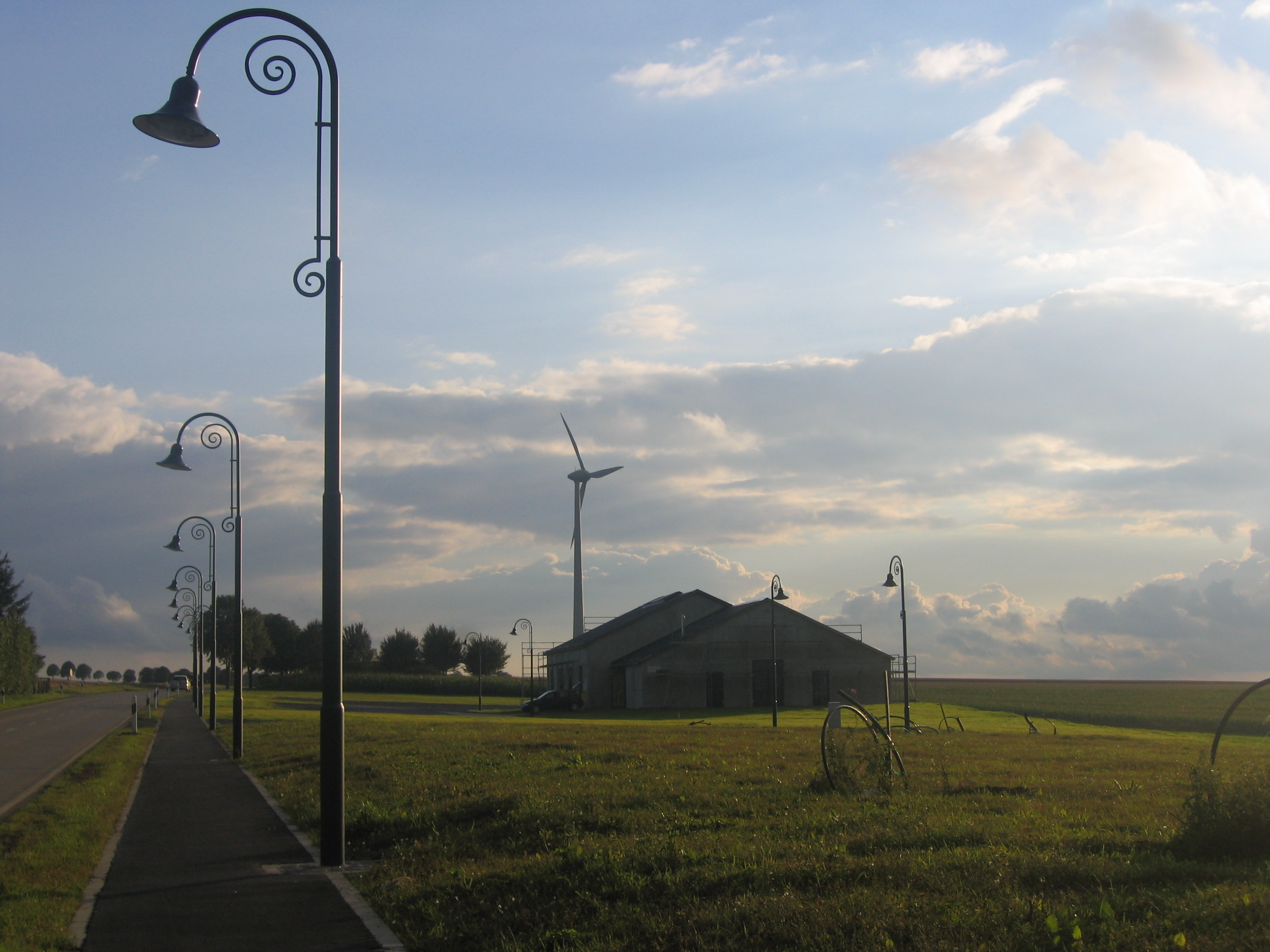
Escena cerca del Buurgplaatz.

Buurgplaatz (otros nombres son: Buergplaatz, Burrigplatz, Burgplatz, Buergplaz zu Huldang) es una colina situada prácticamente en el centro de la pequeña localidad de Huldang de la comuna de Ëlwen/Troisvierges, en el norte de Luxemburgo. La cumbre, de 559 m de altura, se encuentra en la región de Oesling, y sus coordenadas son 50°10′N 6°1′E / 50.167, 6.017, tal colina es tan poco accidentada que resulta ser la plaza de la población de allí su nombre que significa «plaza del burgo».
Erróneamente, se considera a menudo como el punto más alto en Luxemburgo (hasta tal punto que existe una placa en la cumbre que conmemora tal hecho). En realidad, es el segundo punto más alto, después de Kneiff (560 m).